# Clavulina alutaceosiccescens
Clavulina alutaceosiccescens é uma espécie de fungo pertencente à família Clavulinaceae.